# Eugenia fulva
Eugenia fulva là một loài thực vật thuộc họ Myrtaceae. Đây là loài đặc hữu của Sri Lanka.